# Eteria (antica Grecia)
Nell'antica Grecia l'eteria è una compagnia (da ἑταῖρος, hetaîros, compagno) di soli uomini che si legano tra loro mediante un giuramento. Questa organizzazione è simile, per alcuni aspetti, al tiaso femminile.
I membri dell'eteria sono uniti da ideali e situazioni comuni; sono generalmente giovani e nobili. Sono previsti banchetti (simposi), incontri (anche culturali) e rapporti di pederastia (a fine formativo e di rafforzamento dei legami sociali). In questo ambiente si sviluppa la poesia del grande autore lirico monodico Alceo.
Il termine eteria è stato ripreso, nell'Ottocento, per denominare le associazioni segrete, come la Filikí Etería, che lottavano per la libertà della Grecia (simili alla Carboneria in Italia).